# Стрела (конфеты)

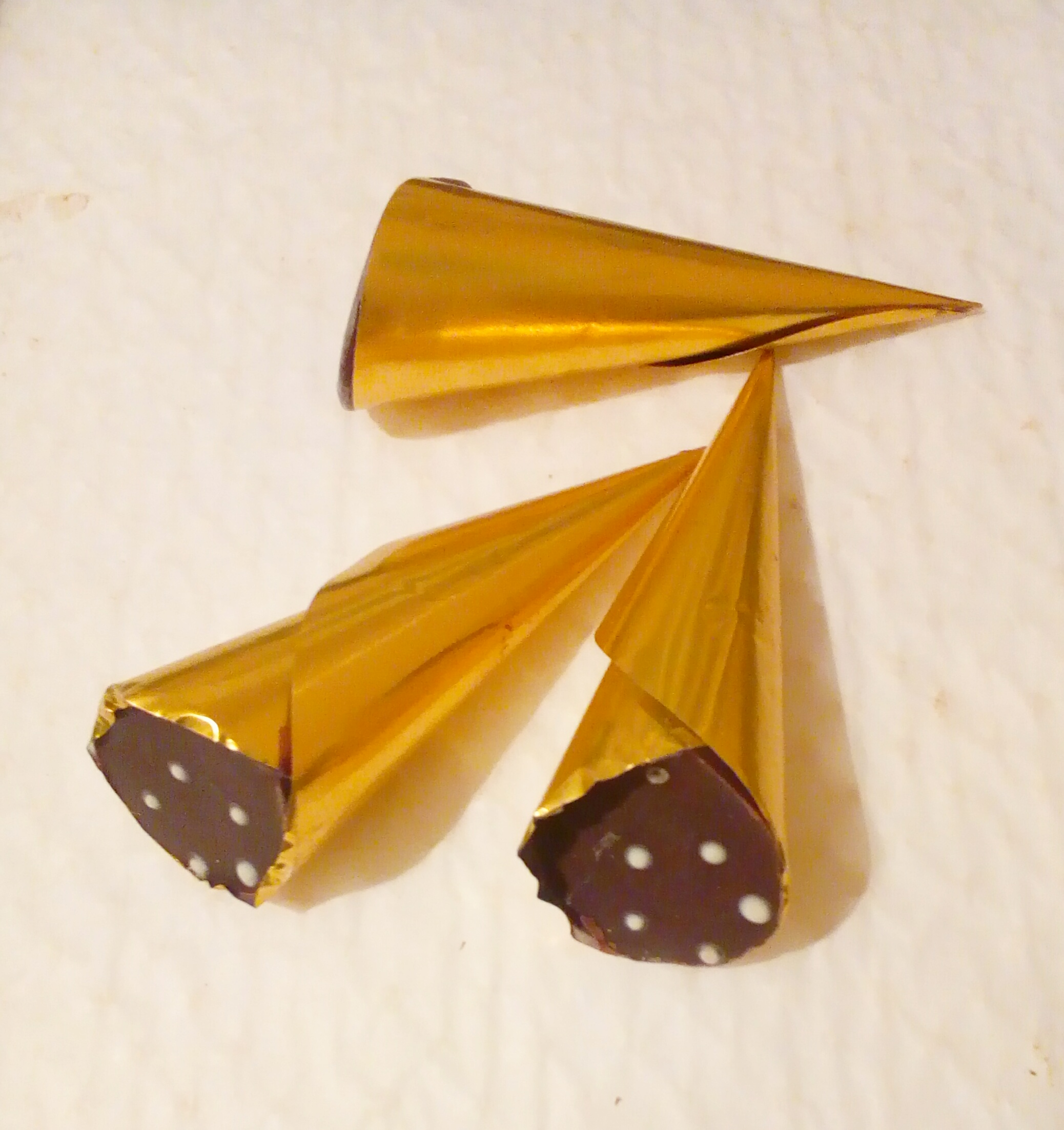
Конфеты "Стрела"

Стрела – шоколадные конфеты с кремовой начинкой в обёртке из фольги в виде конуса. Были придуманы в СССР на Одесской кондитерской фабрике им. Розы Люксембург. Продаются в коробке. 

## История
Изобретение конфеты «Стрела», это тот редкий случай, когда упаковка появилась раньше продукта.
Слесарь Одесской кондитерской фабрики им. Розы Люксембург (бывшей фабрики Крахмальниковых), Григорий Львович Махлис, придумал механизм для скручивания кружочка из фольги в конус. После этого технологи производства разработали новую конфету, которую можно было упаковать в эти конусы. Сначала в конусы наливался и тут же выливался шоколад, — на стенках внутри конуса оставался тонкий слой шоколадной глазури. После этого в конус наливалась нежная помадно-кремовая начинка с добавлением коньяка и спирта. Сверху каждая конфета украшена цветным кремом. Для производства конфеты «Стрела» была спроектирована специальная производственная линия, которая так и называлась – «Стрела». Этот уникальный метод стали применять многие кондитерские фабрики бывшего Советского Союза, а затем и кондитерские фабрики Украины и России.
Конфеты «Одесская стрела» продолжают производиться на ЗАО «Одессакондитер», ТМ «Люкс». При этом, эксклюзивных прав на это изобретение у одесской фабрики нет . Поэтому, в Украине производятся «Стрела Днепровская» , «Стрела Подольская»  и др.